# NGC 522
NGC 522 es una galaxia espiral localizada en la constelación de Piscis.